# Francis Joseph
Francis Joseph (Kilburn, Londres; 6 de marzo de 1960-18 de noviembre de 2022) fue un futbolista inglés que jugaba en la posición de delantero.

## Carrera

### Club
| Periodo   | Club                                  |
| --------- | ------------------------------------- |
| 1980–1982 | Wimbledon FC                          |
| 1981      | → FC Honka (cedido)                   |
| 1982      | → JYP 77 (cedido)                     |
| 1982–1987 | Brentford FC                          |
| 1987      | → Wimbledon FC (cedido)               |
| 1987      | → HJK Helsinki (cedido)               |
| 1987–1988 | Reading FC                            |
| 1988      | → Bristol Rovers FC (cedido)          |
| 1988      | → Aldershot FC (cedido)               |
| 1988–1989 | Sheffield United FC                   |
| 1989      | Gillingham FC                         |
| 1989–1990 | Crewe Alexandra FC                    |
| 1990      | Fulham FC                             |
| 1990–1991 | KRC Genk                              |
| 1991      | Tampa Bay Rowdies                     |
| 1991      | Barnet FC                             |
| 1991–1992 | Slough Town FC                        |
| 1992      | Wokingham Town FC                     |
| 1992      | Leatherhead FC                        |
| 1992–1993 | Dulwich Hamlet FC                     |
| 1993–1994 | Chertsey Town FC                      |
| 1994–1995 | Walton & Hersham FC                   |
| 1995      | Chesham FC                            |
| 1995      | Chertsey Town FC (jugador/entrenador) |

## Vida personal
Joseph es hermano mayor del futbolista Roger Joseph. Su madre es originaria de Dominica.